# Smardowskie Olendry
Smardowskie Olendry (rzadziej Olędry, Holendry, dawniej Wysockie Olendry) – wieś w Polsce położona w województwie wielkopolskim, w powiecie ostrowskim, w gminie Ostrów Wielkopolski, ok. 4 km na wschód od Ostrowa.
Miejscowość przynależała administracyjnie przed rokiem 1887 do powiatu odolanowskiego, W latach 1975–1998 do województwa kaliskiego, a w latach 1887–1975 i od 1999 do powiatu ostrowskiego.